# Jezioro Miejskie Małe
Jezioro Miejskie Małe (Małe) – jezioro rynnowe w Polsce, położone w województwie pomorskim, w powiecie człuchowskim, w granicach administracyjnych Człuchowa, na obszarze Pojezierza Północnokrajeńskiego.
Ogólna powierzchnia: 31,84 ha, maksymalna głębokość 3 m.